# ペンタゴン・ペーパーズ
ペンタゴン・ペーパーズ （英語: Pentagon Papers） とは、1945年から1967年までの米国のベトナムへの政治的および軍事的関与を記した文書であり、国際安全保障問題担当国防次官補のジョン・セオドア・マクノートン（海軍長官就任直前に死亡）が命じて、レスリー・ハワード・ゲルブ（後に国務省軍政局長）が中心になってまとめ、ポール・C・ウォンキ国防次官補に提出された極秘文書。文書は1971年に『ニューヨーク・タイムズ』のトップページで最初に公開され、ベトナム戦争の舞台裏を暴き、一大スキャンダルとなった。
2011年6月、全文が機密解除され、一般に公開されている。

## 経緯

### 報告書作成の経緯
正式名称は "History of U.S. Decision-Making Process on Viet Nam Policy, 1945-1968" 「ベトナムにおける政策決定の歴史、1945年-1968年」である。ベトナム戦争からの撤退を公約して、アメリカ合衆国大統領に選出されたリチャード・ニクソン政権下の1971年に作成された報告書は、47巻構成（資料を含め約100万語）で、フランクリン・ルーズベルト大統領時代、つまりフランス領インドシナ時代に始まり、フランスのベトナム撤退以降に、ベトナム戦争を拡大させたジョン・F・ケネディとリンドン・B・ジョンソンの両大統領政権下で、アメリカ合衆国のインドシナへの政策と「トンキン湾事件」などの連邦政府による秘密工作を網羅している。
報告の材料の多くは、ウィリアム・パットナム・バンディ国務次官補（前国防次官補）のファイルから出ていると言われており、ホワイトハウスの動き、つまり歴代大統領の動きはあまり盛り込まれていない。
報告書は「アメリカは不十分な手段（インドシナ半島への兵力の逐次投入）を用いて、過大な目的（共産主義のインドシナ半島全体への拡散の防止）を追求した」と結論づけているが、あくまで目的をどう追求すべきなのかについては述べられていない。特に、東側諸国や発展途上国がいうところの「アメリカの帝国主義的野心」は、少なくとも官僚レベルでは存在せず、純粋に東南アジアにおける共産主義のドミノ理論への恐怖を防ごうとした様に読みとれる。アメリカ政府は終始北ベトナム政府の共産主義的性格にのみに心を奪われ、長年フランスの植民地支配にあえいだベトナム人が持つ民族自決主義的および反植民地主義的性格を無視している様である。
またアメリカ合衆国連邦政府は、「20万人規模の軍隊が必要」とされた分析を議会並びに国民に隠し、さらにケネディとジョンソンの両大統領と政府高官は、お互いの異なった思惑から、ベトナム戦争に泥沼に引きずり込まれるように介入していった過程が明らかにされている。特に、アメリカ軍約50万人を上限とする政治的限界（予備役招集が越えられない壁だった）と、ベトナム戦争勝利への見通しがないことが明らかになった。この文書から、アメリカ国民によるアメリカ合衆国連邦政府に対する「信頼性の相違」が深まった。

### 『ニューヨーク・タイムズ』のスクープ
1971年、執筆者の1人であるダニエル・エルズバーグ（当時シンクタンクのランド研究所に勤務していた）が、アンソニー・ルッソ（en:Tony Russo (whistleblower)）とともにコピーを作成し、『ニューヨーク・タイムズ』のニール・シーハン記者などに全文のコピーを手渡した。
『ニューヨーク・タイムズ』ではシーハン記者を中心に特別チームを作り、1971年6月13日から連載記事として報道された。これを受けて『ワシントン・ポスト』も文書を入手し、編集者のベン・バグディキアンらが中心となり「ペンタゴン・ペーパーズ」の報道を始めた。マイク・グラベル上院議員も入手した文書を議会で公表に踏み切る。
グラベルは6月29日夜、徴兵制に関わる手続き法の更新法案反対のためのフィリバスターの一環として上院本会議場で「ペンタゴン・ペーパーズ」を読み上げようと試みたが、議場を開くのに必要な定足数が揃わなかったため阻止されてしまう。そこでグラベルが委員長を務める外交や国防とは全く関係のない議会上院の建設・土地利用小委員会を委員長権限で緊急招集し、ニューヨーク州選出のジョン・グッドチャイルド・ダウ下院議員を証人喚問し、同議員に「ベトナムでの戦争が長期化した結果、公共建設物と公有地の建設と維持管理に充てられるはずだった予算の多くが軍事費に転用されたため、同委員会が扱う政策議論の主要な論点の一つになった」ことを証言させた上で、「議論に必要な参考資料」として、4,100ページに及ぶ「ペンタゴン・ペーパーズ」を全文朗読し、公式記録として議事録に記録させている。文書は後に、ボストンの出版社ビーコン・プレスから全文が出版された。

### 訴訟
『ニューヨーク・タイムズ』が記事を掲載すると、リチャード・ニクソン大統領は「国家機密文書の情報漏洩である」として事態を重視、司法省に命じて、記事の差し止め命令を求める訴訟を連邦地方裁判所に起こした。ニクソン大統領および連邦政府は、「ペンタゴン・ペーパーズ」そのものは重大な機密情報が含まれていない文書であるものの、戦時中においてこのような政府内の機密文書の漏洩がその後も続くことになると、アメリカ合衆国の安全保障に脅威を与えると見なしていた。
しかし一審では訴えが却下され、控訴審のワシントン連邦高等裁判所で訴えは認められたが、連邦最高裁判所での上告審では「政府は証明責任を果たしていない」という理由で却下された。この裁判は憲法修正第1条（言論の自由）を巡る問題に関する以後の判例と政府活動に大きな影響を与えた。
エルズバーグとルッソは窃盗、情報漏洩などの罪で起訴されたが、後にホワイトハウスの情報工作を担当した「鉛管工（プラマー）」チーム（en:White House Plumbers）が信用を失墜させる目的で、エルズバーグのかかっていたロサンゼルスの精神科医ルイス・フィールディングの事務所に侵入し、カルテを盗もうとした事が、ウォーターゲート事件の余波として判明し、「政府の不正」があったとして裁判は却下された。

### 機密解除
『ニューヨーク・タイムズ』のスクープからちょうど40年後の2011年6月13日、「ペンタゴン・ペーパーズ」の機密指定が解除され、国立公文書記録管理局が全文を公式ウェブサイトで公開し、全7,000ページのうち、これまで明らかになっていなかった2,384ページも閲覧できるようになった。

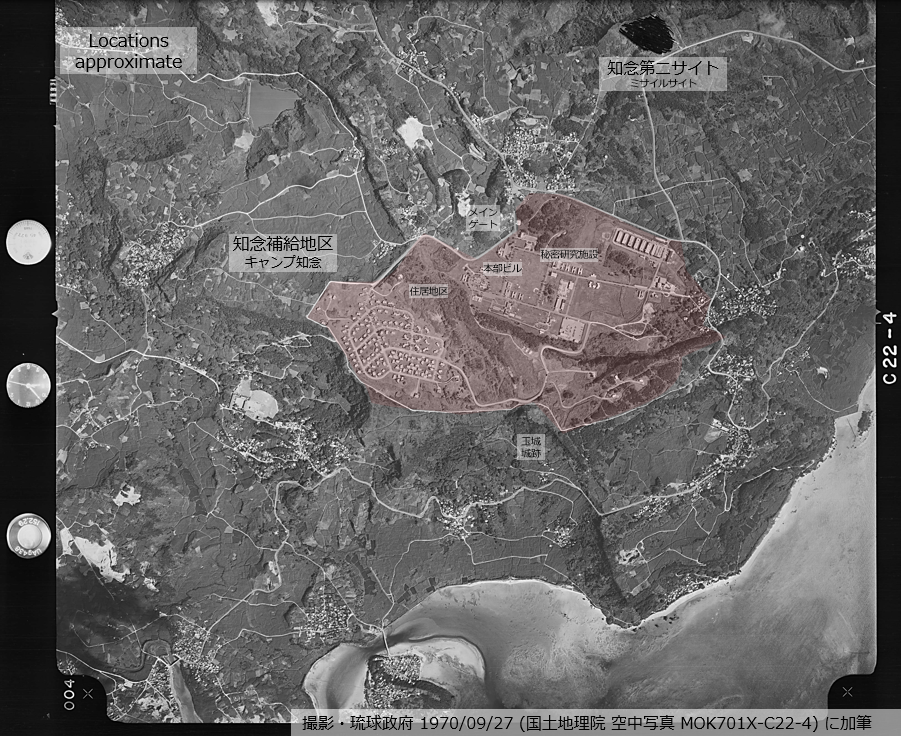
沖縄県南城市玉城にあったキャンプ知念 (1945-1974)

## 沖縄の CIA 拠点
沖縄ステーション

1971年6月13日、ペンタゴン・ペーパーズの暴露によって、沖縄にある米軍基地「知念補給地区」(キャンプ知念) が、実際には陸軍基地にカバーされた CIA 拠点であることが明らかにされ、大きな政治問題となった。それによると、キャンプ知念は、CIA によって「沖縄ステーション」とよばれており、それが極東における不正規戦争での任務に全面的に使用可能な、自己完結型の制限区域であることを説明している。
その年の9月28日、また同じく沖縄県読谷村残波岬の米軍基地瀬名波通信施設（ボーロー・ポイント）にある CIA 管轄の通信傍受局 FBIS が「沖縄タイムスが沖縄のCIA基地を暴露」と本国に送信した。1974年に返還され、現在、公園、福祉施設、体育センター、ゴルフ場（琉球ゴルフ倶楽部）として利用されている。